# San Marino ved OL
San Marino deltog første gang i olympiske lege under Sommer-OL 1960 i Rom, og har siden deltaget i alle sommerlege undtaget Sommer-OL 1964 i Tokyo. De deltog første gang i vinterlege under Vinter-OL 1976 i Innsbruck, og har deltaget i alle efterfølgende vinterlege undtaget Vinter-OL 1980 i Lake Placid og Vinter-OL 1998 i Nagano. San Marino har aldrig vundet nogen medalje.

## Medaljeoversigt
| San Marinos medaljer under de olympiske sommerlege | San Marinos medaljer under de olympiske sommerlege | San Marinos medaljer under de olympiske sommerlege | San Marinos medaljer under de olympiske sommerlege | San Marinos medaljer under de olympiske sommerlege | San Marinos medaljer under de olympiske sommerlege |                     | San Marinos medaljer under de olympiske vinterlege | San Marinos medaljer under de olympiske vinterlege | San Marinos medaljer under de olympiske vinterlege | San Marinos medaljer under de olympiske vinterlege | San Marinos medaljer under de olympiske vinterlege | San Marinos medaljer under de olympiske vinterlege |
| Lege                                               | Guld                                               | Sølv                                               | Bronze                                             | Totalt                                             | Rang                                               | Lege                | Guld                                               | Sølv                                               | Bronze                                             | Totalt                                             | Rang                                               |                                                    |
| 1960 Roma                                          | 0                                                  | 0                                                  | 0                                                  | 0                                                  | –                                                  | 1960 Squaw Valley   | Deltog ikke                                        | Deltog ikke                                        | Deltog ikke                                        | Deltog ikke                                        | Deltog ikke                                        |                                                    |
| 1964 Tokyo                                         | Deltog ikke                                        | Deltog ikke                                        | Deltog ikke                                        | Deltog ikke                                        | Deltog ikke                                        | 1964 Innsbruck      | Deltog ikke                                        | Deltog ikke                                        | Deltog ikke                                        | Deltog ikke                                        | Deltog ikke                                        |                                                    |
| 1968 Mexico by                                     | 0                                                  | 0                                                  | 0                                                  | 0                                                  | –                                                  | 1968 Grenoble       | Deltog ikke                                        | Deltog ikke                                        | Deltog ikke                                        | Deltog ikke                                        | Deltog ikke                                        |                                                    |
| 1972 München                                       | 0                                                  | 0                                                  | 0                                                  | 0                                                  | –                                                  | 1972 Sapporo        | Deltog ikke                                        | Deltog ikke                                        | Deltog ikke                                        | Deltog ikke                                        | Deltog ikke                                        |                                                    |
| 1976 Montréal                                      | 0                                                  | 0                                                  | 0                                                  | 0                                                  | –                                                  | 1976 Innsbruck      | 0                                                  | 0                                                  | 0                                                  | 0                                                  | –                                                  |                                                    |
| 1980 Moskva                                        | 0                                                  | 0                                                  | 0                                                  | 0                                                  | –                                                  | 1980 Lake Placid    | Deltog ikke                                        | Deltog ikke                                        | Deltog ikke                                        | Deltog ikke                                        | Deltog ikke                                        |                                                    |
| 1984 Los Angeles                                   | 0                                                  | 0                                                  | 0                                                  | 0                                                  | –                                                  | 1984 Sarajevo       | 0                                                  | 0                                                  | 0                                                  | 0                                                  | –                                                  |                                                    |
| 1988 Seoul                                         | 0                                                  | 0                                                  | 0                                                  | 0                                                  | –                                                  | 1988 Calgary        | 0                                                  | 0                                                  | 0                                                  | 0                                                  | –                                                  |                                                    |
| 1992 Barcelona                                     | 0                                                  | 0                                                  | 0                                                  | 0                                                  | –                                                  | 1992 Albertville    | 0                                                  | 0                                                  | 0                                                  | 0                                                  | –                                                  |                                                    |
| 1996 Atlanta                                       | 0                                                  | 0                                                  | 0                                                  | 0                                                  | –                                                  | 1994 Lillehammer    | 0                                                  | 0                                                  | 0                                                  | 0                                                  | –                                                  |                                                    |
| 2000 Sydney                                        | 0                                                  | 0                                                  | 0                                                  | 0                                                  | –                                                  | 1998 Nagano         | Deltog ikke                                        | Deltog ikke                                        | Deltog ikke                                        | Deltog ikke                                        | Deltog ikke                                        |                                                    |
| 2004 Athen                                         | 0                                                  | 0                                                  | 0                                                  | 0                                                  | –                                                  | 2002 Salt Lake City | 0                                                  | 0                                                  | 0                                                  | 0                                                  | –                                                  |                                                    |
| 2008 Beijing                                       | 0                                                  | 0                                                  | 0                                                  | 0                                                  | –                                                  | 2006 Torino         | 0                                                  | 0                                                  | 0                                                  | 0                                                  | –                                                  |                                                    |
| 2012 London                                        | 0                                                  | 0                                                  | 0                                                  | 0                                                  | –                                                  | 2010 Vancouver      | 0                                                  | 0                                                  | 0                                                  | 0                                                  | –                                                  |                                                    |
| 2016 Rio de Janeiro                                | 0                                                  | 0                                                  | 0                                                  | 0                                                  | –                                                  | 2014 Sotji          | 0                                                  | 0                                                  | 0                                                  | 0                                                  | –                                                  |                                                    |
| 2020 Tokyo                                         |                                                    |                                                    |                                                    |                                                    |                                                    | 2018 Pyeongchang    | 0                                                  | 0                                                  | 0                                                  | 0                                                  | –                                                  |                                                    |
| Totalt                                             | 0                                                  | 0                                                  | 0                                                  | 0                                                  |                                                    | Totalt              | 0                                                  | 0                                                  | 0                                                  | 0                                                  |                                                    |                                                    |